# Carex fragosoana
Carex fragosoana är en halvgräsart som beskrevs av Carlos Pau. Carex fragosoana ingår i släktet starrar, och familjen halvgräs. Inga underarter finns listade i Catalogue of Life.